# 小野川 (愛媛県)
小野川（おのがわ）は、愛媛県松山市を流れる河川である。

## 概要
延長15.2キロメートル、流域面積35平方キロメートルで、重信川水系に属する。小屋峠（標高487m）を源流として山麓の松山市平井町までは県道河中平井停車場線に沿って南へ流れ、小野谷扇状地を形成している。この扇状地はほとんど水田に利用されている。平井町付近で向きを西に変え松山平野を西へ流れ、松山市保免町で石手川と合流する。
足立重信による河川改修以前は、保免町からさらに西へ流れ、余戸・西垣生を通り伊予灘に流入していたと考えられている。今でも石手川に合流する直前にある蔵之町堰でせき止められた水は、石手川の川底を伏樋にして潜り洗地川等へ流入しており、保免・余戸・土居田・垣生・南吉田などの灌漑用水となっている。なお、現在の洗地川は河川改修以前の小野川の名残であるという説もある。

## 主な支流
- 堀越川
- 川附川